# Gran Premio San Giuseppe 2007
Il Gran Premio San Giuseppe 2007, quarantasettesima edizione della corsa e valida come evento dell'UCI Europe Tour 2007 categoria 1.2, si svolse il 18 marzo 2007 su un percorso di 164,9 km. Fu vinta dal russo Andrej Solomennikov che giunse al traguardo con il tempo di 4h12'00", alla media di 39,26 km/h.
Partenza con 183 ciclisti, dei quali 48 portarono a termine la gara.

## Ordine d'arrivo (Top 10)
| Pos. | Corridore           | Squadra       | Tempo    |
| ---- | ------------------- | ------------- | -------- |
| 1    | Andrej Solomennikov | Russia        | 4h12'00" |
| 2    | Vladimir Autko      | Prom. Brunero | a 7"     |
| 3    | Wojciech Dybel      | Norda-Atala   | s.t.     |
| 4    | Simone Ponzi        | Zalf-Dèsirèe  | a 50"    |
| 5    | Davide D'Angelo     | SC Monturano  | s.t.     |
| 6    | Derik Zampedri      | Zalf-Dèsirèe  | s.t.     |
| 7    | Alessandro Raisoni  | Team Tata     | s.t.     |
| 8    | Maurizio Girardini  | Unidelta      | s.t.     |
| 9    | Anton Rechetnikov   | Russia        | s.t.     |
| 10   | Péter Kusztor       | P-Nivo        | s.t.     |